# Tomás Noronha
Tomás Noronha est un personnage de fiction créé par José Rodrigues dos Santos dans le roman  Codex 632 en 2005. 

## Biographie fictive
Tomás Noronha est professeur d'histoire, spécialiste en cryptologie à l'université nouvelle de Lisbonne, au Portugal, puis pour la Fondation Calouste-Gulbenkian. Scientifique amateur, il est donc sollicité la première fois par la Fondation pour l'histoire des Amériques, pour déchiffrer les notes du professeur Toscano, retrouvé mort à l'université, et travaillant sur les archives liées à la découverte du Nouveau Monde. Noronha sera amené à voyager à Rio de Janeiro, New York et Jérusalem.
Quelque temps plus tard, il est invité par le Ministère de la Science iranien à venir décrypter un manuscrit codé d'Albert Einstein, Die Gottesformel, aux côtés de la physicienne Ariana Pakravan qu'il rencontre au Caire. La CIA est mise au courant de l'affaire et ainsi Noronha rencontre Franck Bellamy, directeur du département de la Science et Technologie de la CIA, qui le contraint à devenir un agent double. Une fois à Téhéran, il est finalement arrêté par les iraniens et emprisonné à Evin. En fuite, ils finiront par découvrir la clé de l'énigme à Shigatsé, au Tibet.
D'autres péripéties surviennent. Un commando tchétchène s'empare de deux cargaisons d'Uranium hautement enrichi dans la complexe nucléaire Maïak. Une nouvelle fois, il est contacté par Franck Bellamy pour déchiffrer un message d'Al-Qaïda. Il est également contacté par Interpol dans deux histoires différentes : l'assassinat d'un scientifique en Antarctique, et celui au Vatican de la paléographe Patricia Escalona, étudiant le Codex Vaticanus qui le conduit à apporter son aide à Valentina, l'inspectrice chargée de l'enquête. Leur enquête les conduira jusqu'en Israël, sur les traces du Christ.
Puis, le corps de Franck Bellamy est découvert au CERN à Genève, alors sur le point de réussir à observer le boson de Higgs. Les indices incriminant Noronha, il sera poursuivi par les agents de la CIA, et obligé de découvrir le véritable meurtrier. Au cours de cette enquête il est aidé par Maria Flor, travaillant comme lui à l'université.
Après avoir démontré son innocence, il est contacté par le Saint-Siège à propos d’une de documents volés en lien avec la prophétie de saint Malachie. Le soir même, le Pape est enlevé et sera à sa charge de le retrouver. Il sera par la suite contacté par la NASA après la réception par l'Institut SETI en Californie d'un signal venu de l'espace, puis la DARPA pour enquêter sur un projet secret chinois de clonage.
Il doit également venir en aide en son épouse Maria Flor, arrêté après la découverte d'un corps à l'Oceanário. Pour cela il devra décrypter les mystères cachés dans Le Jardin des délices du peintre néerlandais Jérôme Bosch. Enfin il est de nouveau contacté par la CIA sur l'enlèvement en Inde d'une jeune femme voilée qui se fait appeler Dragon rouge et d'une touriste qui tentait de lui venir en aide qui se révèle être Maria Flor. Ses investigations le conduisent à dévoiler la stratégie secrète de la Chine et sa nouvelle route de la soie.
Sa personnalité peut se rapprocher de celle de Robert Langdon (créé par Dan Brown) : aimable, cultivé, il ne se considère pas comme un homme d'action mais n'hésite pas à réagir et affronter les dangers. Noronha collaborera à plusieurs reprises avec le gouvernement américain, puis le Vatican lors de l'enlèvement du pape, dont il respecte le symbole bien qu'il se définit comme agnostique. Marié et père d'une fille trisomique (Margarida) de 9 ans, sa femme Constance subira une véritable trahison lorsque Tomas sera séduit par l'étudiante Lena Lindholm, recrutée en réalité pour l'espionner et voler ses travaux. Ses drames personnelles, le cancer du poumon de son père, puis la maladie d'Alzheimer de sa mère le conduisent à aborder avec eux le rapport de l'être humain vis-à-vis de la mort et de l'hypothèse de l'immortalité.

## Œuvres où le personnage apparaît
Le personnage apparaît dans les romans suivants :
1. José Rodrigues dos Santos (trad. de l'anglais par Cindy Kapen), Codex 632. Le secret de Christophe Colomb [« O Codex 632 »], Paris, Gradiva, 2005, 376 p. (ISBN 978-2-35720-177-4)
2. José Rodrigues dos Santos (trad. du portugais par Carlos Batista), La Formule de Dieu [« A Fórmula de Deus »], Paris, Gradiva, 2006, 574 p. (ISBN 978-2-35720-113-2)
3. José Rodrigues dos Santos, Le Septième Sceau [« O Sétimo Selo »], Gradiva, 2007
4. José Rodrigues dos Santos (trad. du portugais par Adelino Pereira), Furie divine : roman [« Fúria Divina »], Paris, Gradiva, 2009, 542 p. (ISBN 978-2-35720-256-6)
5. José Rodrigues dos Santos (trad. du portugais par Carlos Batista), L'Ultime Secret du Christ [« O Último Segredo »], Paris, Gradiva, 2011, 492 p. (ISBN 978-2-35720-134-7)
6. (pt) José Rodrigues dos Santos, A Mão do Diabo : romance [« A Mão do Diabo »], Lisbonne, Gradiva, 2012 (ISBN 978-989-616-494-2)
7. José Rodrigues dos Santos (trad. du portugais par Adelino Pereira et Cécile Gassan), La Clé de Salomon [« A Chave de Salomão »], Paris, Gradiva, 2012, 509 p. (ISBN 978-2-35720-176-7) : présenté comme la suite de La Formule de Dieu[2]
8. José Rodrigues dos Santos (trad. du portugais par Adelino Pereira), Vaticanum : roman [« Vaticanum »], Paris, Gradiva, 2016, 632 p. (ISBN 978-2-35720-334-1)
9. José Rodrigues dos Santos (trad. Adelino Pereira), Signe de vie [« Sinal de Vida »], Gradiva, 2017
10. José Rodrigues dos Santos (trad. par Adelino Pereira), Immortel, Paris, HC Éditions, septembre 2020, 557 p. (ISBN 978-2-35720-519-2)
11. José Rodrigues dos Santos (trad. du portugais par Catherine Leterrier), Âmes animales [« O Jardim dos Animais com Alma »], Bordeaux, HC Éditions, mai 2022, 576 p. (ISBN 978-235-720-671-7)
12. José Rodrigues dos Santos (trad. du portugais par Catherine Leterrier), La Femme au dragon rouge [« A Mulher do Dragão Vermelho »], Bordeaux, Hervé Chopin, octobre 2023, 576 p. (ISBN 978-2-35720-710-3)